# Kvarnån, Dalarna
Kvarnån (lokalt uttal: Kvarån), är en å i Bjursås, Dalarna, som förbinder Bjursen med Rogsjön, en å som under lång tid har brukats i industriell verksamhet med sammanlagt ca 12 skvaltkvarnar och 2 sågverk. Idag finns endast en kvarn kvar, Jönskvarn, som är helt bevarad som den såg ut när strömmen stängdes av och arbetarna gick hem, dock har tidens tand och skadegörelse satt sina ärr, men en restaurering är planerad. 
De båda sågverken finns dock kvar, sågen i Petersveden är troligen den bäst bevarade. Detta sågverk ligger nere vid Rogsjön, det andra sågverket som finns vid åns början ligger i direkt anslutning till Jönskvarn och detta ingick i samma verksamhet när de var i drift. Sågen vid Jönskvarn är idag helt demonterad men byggnaderna står som de alltid har gjort, på området finns även en smedja. 
Ån innehåller öring och gädda i de lugnare partierna.